# Didymodon theobaldii
Didymodon theobaldii là một loài rêu trong họ Pottiaceae. Loài này được Pfeff. mô tả khoa học đầu tiên năm 1868.
Danh pháp khoa học của loài này chưa được làm sáng tỏ. 